# NGC 614
NGC 614 је лентикуларна галаксија у сазвежђу Троугао која се налази на NGC листи објеката дубоког неба.
Деклинација објекта је + 33° 40' 55" а ректасцензија 1h 35m 52,2s. Привидна величина (магнитуда) објекта NGC 614 износи 12,7 а фотографска магнитуда 13,7. NGC 614 је још познат и под ознакама NGC 618, NGC 627, UGC 1140, MCG 5-4-75, CGCG 502-118, KCPG 38B, PGC 5933.